# Charter (Schriftart)

Bitstream Charter von Matthew Carter, 1987

Die Charter – auch Bitstream Charter – ist eine Schriftart aus der Gruppe der serifenbetonten Linear-Antiquas. Gezeichnet von Matthew Carter und von der Firma Bitstream Inc. 1987 herausgegeben, ist sie der erste eigenständige Schriftentwurf dieses Unternehmens. Sie ist keine bloße Neuzeichnung bekannter Druckschriften, sondern eine eigenständige Neuentwicklung. Charter folgt in Form und Aufbau den traditionellen Antiqua-Schriften. Die Serifen sind rechteckig in der Form. Charter ist eine klassische Textschrift, sowohl für Laserdrucker als auch für hochauflösende Fotosetzmaschinen der 1980er Jahre.
Die Schrift wurde unter folgenden Copyrightvermerk gestellt, der sie frei nutzbar macht.
© Copyright 1989–1992, Bitstream Inc., Cambridge, MA.
You are hereby granted permission under all Bitstream propriety rights to use, copy, modify, sublicense, sell, and redistribute the 4 Bitstream Charter (r) Type 1 outline fonts and the 4 Courier Type 1 outline fonts for any purpose and without restriction; provided, that this notice is left intact on all copies of such fonts and that Bitstream's trademark is acknowledged as shown below on all unmodified copies of the 4 Charter Type 1 fonts.
BITSTREAM CHARTER is a registered trademark of Bitstream Inc.

## Verbreitung
- Die Charter ist für LaTeX verfügbar.[4]